# Ranatrini
Tribu
Les Ranatrini sont une tribu d'insectes aquatiques, de l'infra-ordre des hétéroptères (punaises) et de la famille des Nepidae.

## Description
Les Ranatrini se distinguent des autres tribus de Ranatrinae par un corps fin, de section semi-circulaire (alors qu'il est plus plat et un peu plus élargi chez les Austronepini et les  Goondnomdanepini). Les antennes ont trois articles courts, et les yeux sont très proéminents. Elles ont des pattes ravisseuses, où le tibia se replie sur le fémur pour attraper et maintenir les proies. 

## Répartition et habitat
Les Ranatrini sont cosmopolites, notamment le genre Ranatra, avec la plus grande diversité dans les régions néotropicale et indomalaise,. L'autre genre, Cercotmetus est restreint à l'Asie tropicale.
En Europe occidentale, une seule espèce est présente, Ranatra linearis, en français « ranatre linéaire », ou simplement « ranatre ». Ranatra unicolor est présente un peu plus à l'Est. 
Au Québec, trois espèces de Ranatrini (toutes du genre Ranatra) sont présentes (dix en Amérique du Nord).
Elles habitent les eaux calmes généralement avec des débris végétaux (Ranatra) ou des herbiers.

## Biologie

### Adaptation à la vie aquatique
Comme tous les Ranatrinae, ces punaises se sont adaptées à la vie aquatique et respirent à l'aide d'un siphon, sorte de tuba placé à l'extrémité de leur abdomen. Elles ont également des organes hydrostatiques, placés sur les segments abdominaux 4 à 6, près des spiracles et permettent à l'insecte de garder son orientation dans l'eau. Lorsque leur mare s'assèche, elles peuvent s'envoler grâce à leurs ailes développées, permettant ainsi la colonisation de mares temporaires et la dispersion.

### Alimentation

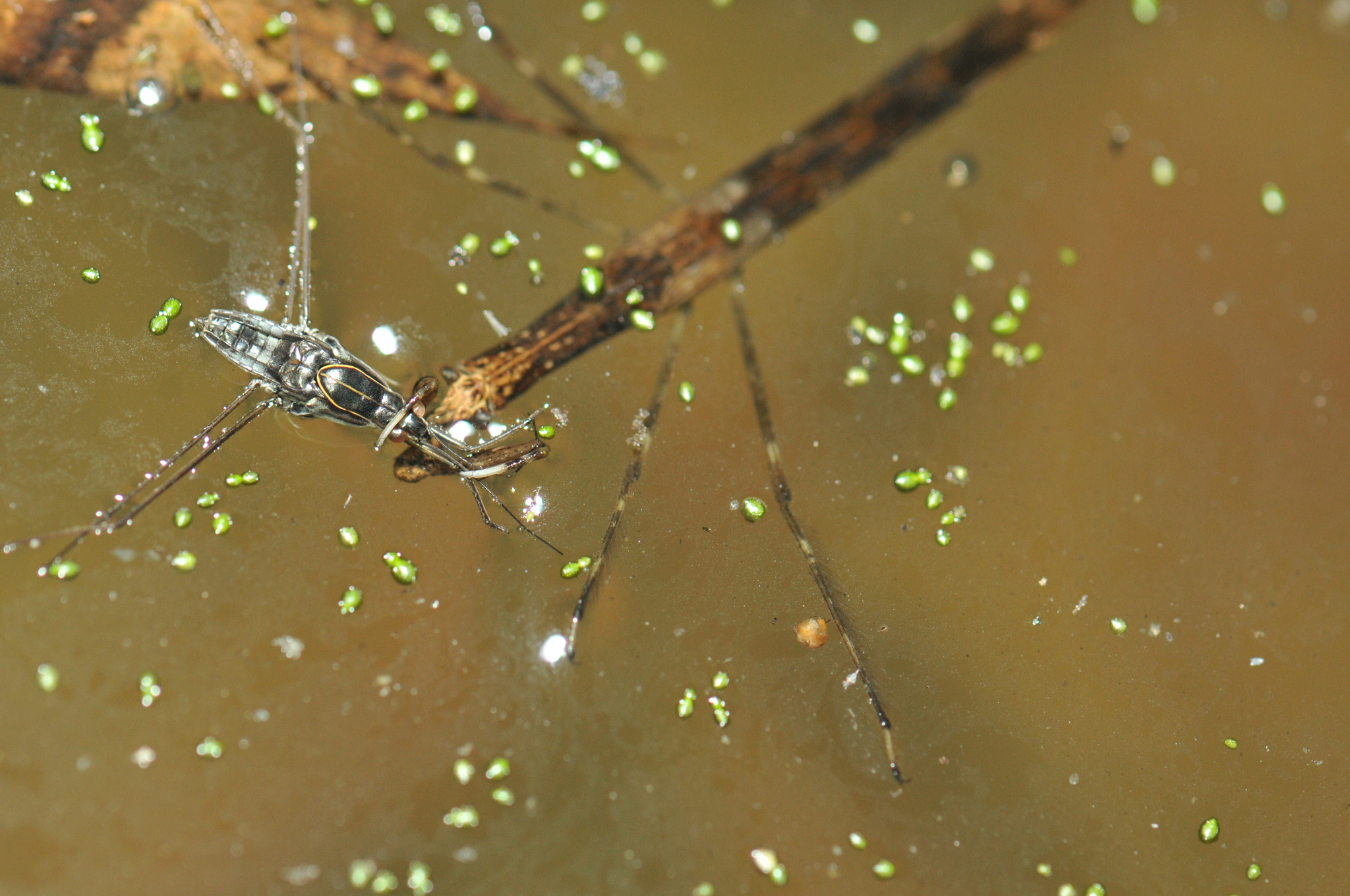
Cercotmetus brevipes avec une proie, qu'il immobilise avec ses pattes antérieures.

Tant les juvéniles que les adultes sont zoophages et prédatrices, chassant à l'affut dans les herbiers ceinturant les plans d'eau. Elles peuvent manger voracement des larves d'insectes, notamment des larves de moustiques, jusqu'à 90 par jour, des fourmis, des larves de libellules et de coléoptères et des annélides, voire des têtards et des petits poissons. Par leur régime alimentaires, ces punaises sont donc des contrôleurs de la prolifération des moustiques.

### Cycle de développement
Chez Ranatra parvipes, lors de la ponte, la femelle insère son ovipositeur dans les tissus végétaux et le retire à chacun des œufs pondus, qui sont dès lors attachés au végétal par deux filaments. L’œuf, d'abord blanc, se teinte en orange au fur et à mesure de sa maturation. Le développement embryonnaire dure de 7 à 12 jours. Après l'éclosion, le juvénile passe par 5 stades et 5 mues avant de devenir adulte. Toujours chez Ranatra parvipes, le stade 1 dure 6 jours, le stade 2, 4 jours, le stade 3, qui voit apparaître les ébauches alaires, 4 jours également, le stade 4, qui voit l'allongement des ailes postérieures, 6 jours, et le stade 5 11 jours. L'insecte atteint le stade adulte 31 jours après l'éclosion. Chez Ranatra elongata, cette durée est de 40 à 45 jours. 

### Stridulation
Certaines espèces de Ranatra sont capables d'émettre des stridulations. 

### Parasites
On a observé chez Ranatra des parasites du genre Hydrachna (acariens trombidiformes).

## Classification
Jusqu'à la découverte de deux genres australiens, Austronepa, et Goondnomdanepa (respectivement en 1964 et 1974), il n'y avait pas eu la nécessité de distinguer des tribus différentes au sein des Ranatrinae, qui se confondaient jusqu'alors avec les actuels Ranatrini. Ce niveau tribal est proposé par Arnold S. Menke et Lionel Alvin Stange en 1964, et contient deux genres, Ranatra et Cercotmetus. 
Ranatra, très riche en espèces, est encore en discussion pour en établir la phylogénie, et comprend plusieurs groupes d'espèces. Il est considéré comme s'étant diversifié à partir de plusieurs foyers. I. Landsbury a révisé les Ranatra de la région indomalaise en 1972, ainsi que le genre Cercotmetus en 1973.

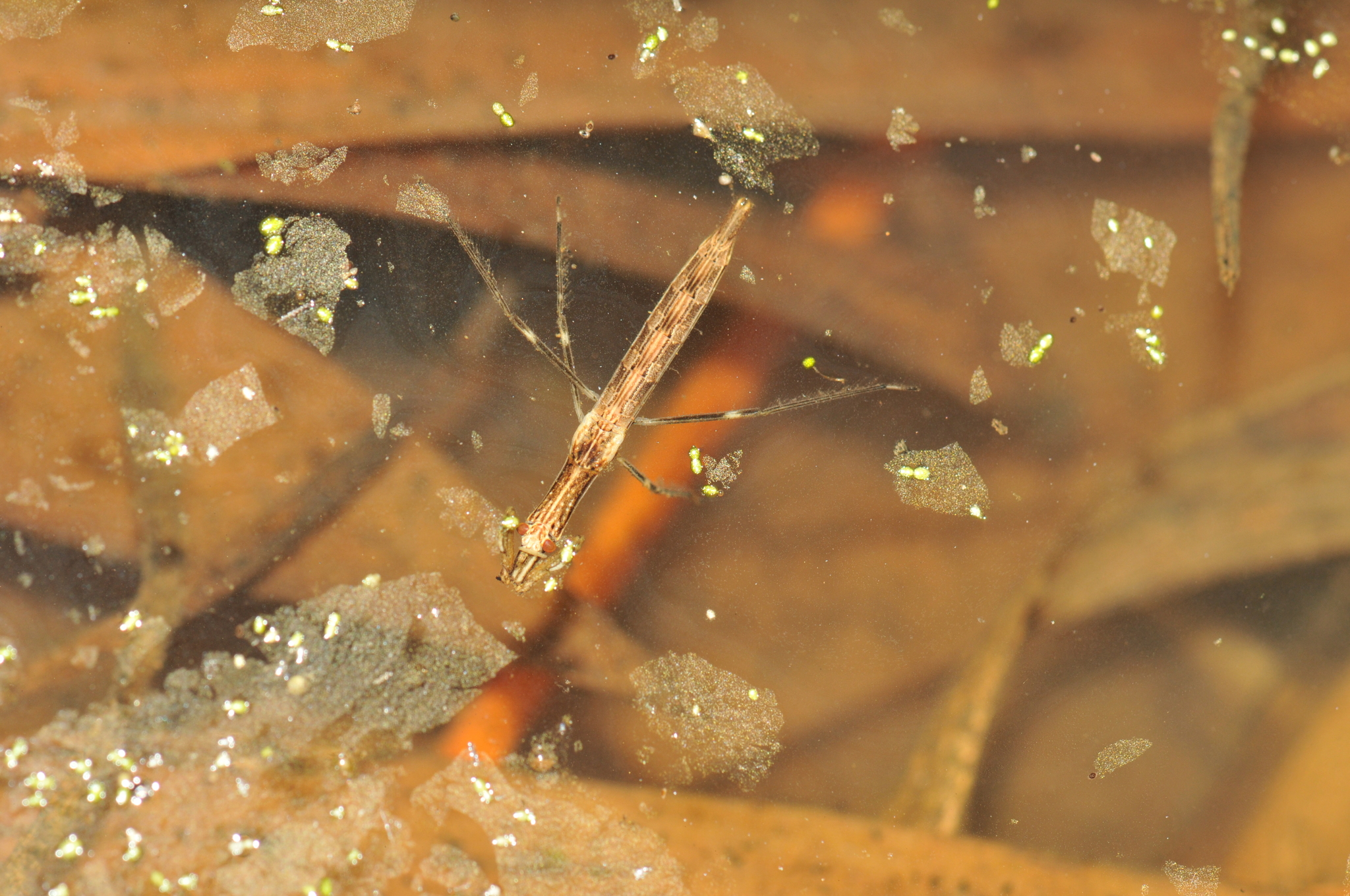
Cercotmetus brevipes, dans une rizière de Taïwan.
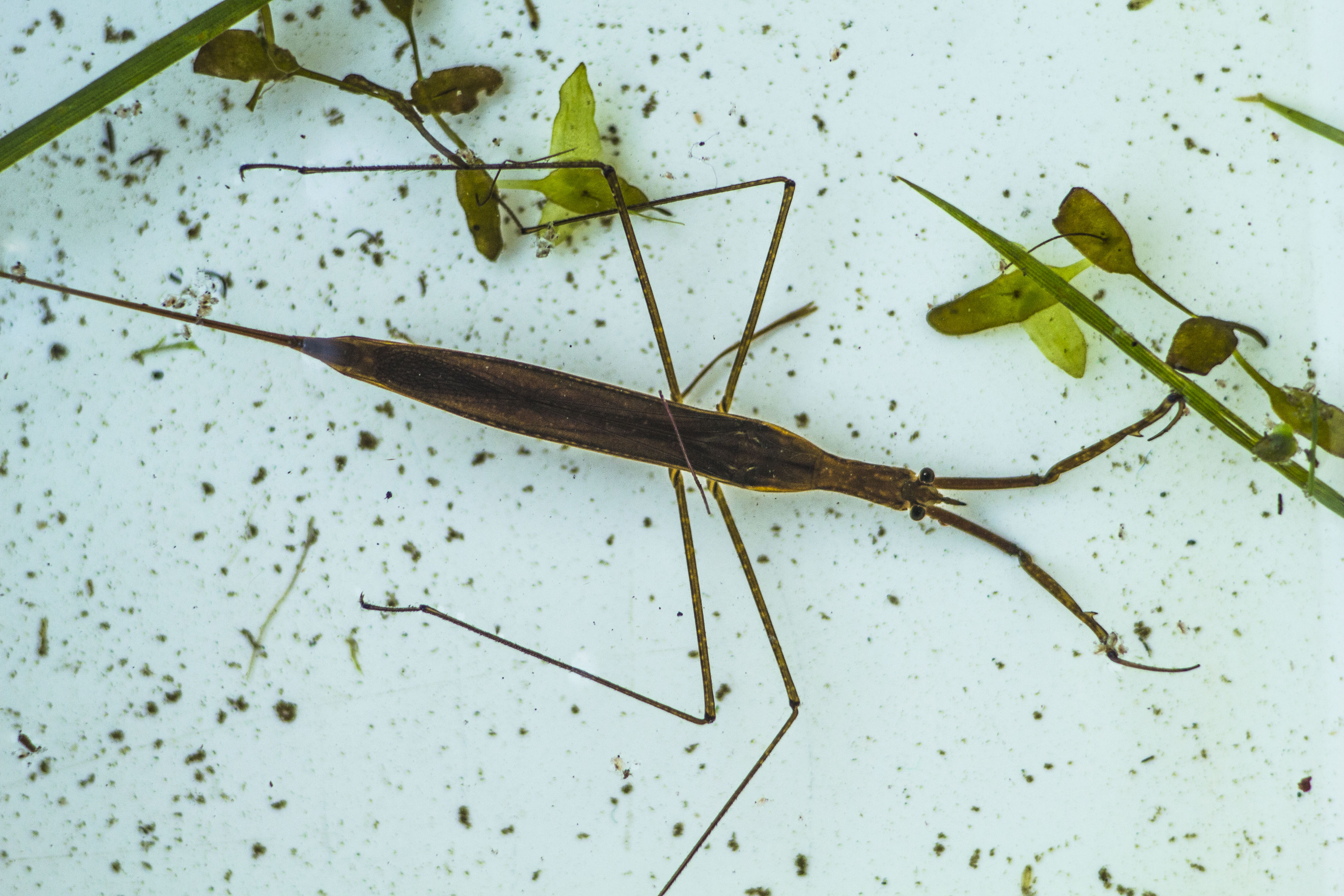
Ranatra linearis, Ukraine.

### Étymologie
Le terme de Ranatrini est dérivé du nom de genre Ranatra, donné par Fabricius en 1790, semble-t-il à partir de Rana, le nom latin de la grenouille.

### Liste des genres
Selon BioLib (5 février 2023) :
- genre Cercotmetus Amyot & Serville, 1843
- genre Ranatra Fabricius, 1790